# Pierre Esseiva
Pierre Esseiva, né à Fribourg le 3 avril 1823 et mort dans la même ville le 8 mai 1899, est une personnalité politique, un militaire officier des gardes pontificales, et un poète latin de nationalité suisse.

## Biographie
Son père, qui était négociant en vins à Fribourg, le fit d'abord étudier au Collège Saint-Michel. Il continua ses études et devint à partir de 1845 professeur d'allemand dans une école secondaire de langue française.
Il eut parallèlement une carrière politique et devint vice-chancelier du canton de Fribourg de 1846 à 1847 mais fut relevé de sa fonction à la suite de la défaite du Sonderbund en 1848.
Il changea alors son fusil d'épaule et s'engagea en 1848 dans la garde suisse pontificale dont il fut capitaine puis grand juge. Après les combats pour la défense de Rome puis la défaite des États pontificaux et la prise de Rome en 1870 il retourna en Suisse à Fribourg où il fit une carrière de magistrat comme juge du tribunal cantonal (1870-1889) et devint député conservateur au Grand Conseil (1888-1896)

## Son œuvre poétique
À côté de ses activités et de sa vie active, il cultivait les Muses latines. Il fut seize fois lauréat du Certamen poeticum Hoeufftianum, prix littéraire décerné par l'Académie royale néerlandaise des arts et des sciences pour encourager les lettres latines.
Cette œuvre latine brillante traitait d'arguments contemporains comme les chemins de fer et l'émancipation des femmes.
Il écrivit également en français un essai sur la Guerre du Sonderbund qui fit beaucoup de bruit et suscita la polémique et même des procès intentés par des radicaux et des conservateurs modérés.

## Sources
- (it) Cet article est partiellement ou en totalité issu de l’article de Wikipédia en italien intitulé « Peter Esseiva » (voir la liste des auteurs).
- Marianne Rolle, « Esseiva, Pierre » dans le Dictionnaire historique de la Suisse en ligne, version du 9 novembre 2004.